# William Tonou-Mbobda
William Tonou-Mbobda (* vermutlich 1985 in Bayangam; † 26. April 2019 in Hamburg) war ein in Deutschland lebender Kameruner, der durch einen Einsatz von Sicherheitskräften in einer Hamburger Klinik starb. Im Jahr 2009 war er aus Kamerun nach Hamburg gekommen, um ein Ingenieursstudium und ein BWL-Studium zu absolvieren.
Tonou-Mbobda, der an Schizophrenie erkrankt war, begab sich im April 2019 auf eigene Initiative in die Universitätsklinik Hamburg-Eppendorf (UKE), um dort psychiatrisch behandelt zu werden. Am 21. April 2019 soll Tonou-Mbobda nach Aussage von Zeugen auf einer Bank vor der Klinik geraucht haben, als Sicherheitskräfte ihn gewaltsam fixierten und versuchten, ihn zurück in die Klinik zu bringen. Der Kameruner verlor dabei das Bewusstsein, musste reanimiert und in ein künstliches Koma versetzt werden. Fünf Tage später starb er an Herzversagen. Laut Angaben der Polizei gab es keine Anordnung eines Gerichts zur Unterbringung von Tonou-Mbobda, sodass Zwangsmaßnahmen gegen ihn nicht erlaubt gewesen wären.
Ein von der Staatsanwaltschaft Hamburg eingeleitetes Ermittlungsverfahren wegen des Verdachts der Körperverletzung mit Todesfolge gegen drei Mitarbeiter des Sicherheitsdienstes und die behandelnde Ärztin wurde 2020 mangels hinreichenden Tatverdachts eingestellt. Hinterbliebene warfen UKE-Mitarbeitern Rassismus vor.